# Halls Creek Airport
Halls Creek Airport är en flygplats i Australien. Den ligger i kommunen Halls Creek och delstaten Western Australia, omkring 1 900 kilometer nordost om delstatshuvudstaden Perth. Halls Creek Airport ligger 407 meter över havet.
Trakten runt Halls Creek Airport är nära nog obefolkad, med mindre än två invånare per kvadratkilometer.. Närmaste större samhälle är Halls Creek Shire, nära Halls Creek Airport.
Omgivningarna runt Halls Creek Airport är i huvudsak ett öppet busklandskap. Genomsnittlig årsnederbörd är 726 millimeter. Den regnigaste månaden är februari, med i genomsnitt 183 mm nederbörd, och den torraste är augusti, med 1 mm nederbörd.